# Aguessac
Aguessac är en kommun i departementet Aveyron i regionen Occitanien i södra Frankrike. Kommunen ligger  i kantonen Millau-Est som ligger i arrondissementet Millau. År 2022 hade Aguessac 924 invånare.

## Befolkningsutveckling
Antalet invånare i kommunen Aguessac
Referens: INSEE